# Marius Borg Høiby
Marius Borg Høiby, född 13 januari 1997 i Oslo, är son till Morten Borg och kronprinsessan Mette-Marit av Norge. Han är idag äldsta barn i den norska kronprinsfamiljen, som förutom honom och hans mor består av kronprins Haakon Magnus av Norge och deras två yngre barn, Ingrid Alexandra och Sverre Magnus.
Den 8 april 1997 döptes Marius i Lund kirke i Kristiansand. Hans faddrar var Espen Høiby, Per Høiby, Kristin Høiby Bjørnøy, Veronica Sønsteby Aamot, Tom Viken och Anders Borg. När han var fyra år blev hans mor tillsammans med Norges kronprins Haakon.
Marius Borg Høiby innehar ingen kunglig titel. Han började den 17 januari 2017 att studera ekonomi och administration i Kalifornien. Han önskar att få leva utanför offentlighetens ljus.

## Brottsmisstankar
Den 4 augusti 2024 greps Høiby av polisen, misstänkt (siktet) för att ha misshandlat sin flickvän, och för att ha orsakat skador i hennes lägenhet. Senare utvidgades misstanken till att även gälla hot. Fallet fick omfattande pressbevakning i norska och utländska medier. Den 14 september 2024 greps han igen och anklagades för att ha brutit mot ett besöksförbud mot offret i fallet. Han greps på nytt den 18 november 2024, misstänkt för två fall av våldtäkt.
I augusti 2025 väckte åklagaren åtal mot Høiby för en rad brott, däribland misshandel i nära relation, fyra våldtäkter och för att ha filmat flera kvinnors underliv utan deras kännedom.